# 靜尖吻慈鯛
靜尖吻慈鯛，為輻鰭魚綱鱸形目隆頭魚亞目慈鯛科的其中一種，被IUCN列為易危保育類動物，分布於非洲馬拉威湖流域，為特有種，體長可達6.4公分，棲息在底層水域，生活習性不明。

## 擴展閱讀
維基物種上的相關：靜尖吻慈鯛